# Австрийская Северо-Западная железная дорога
Австрийская Северо-Западная железная дорога (нем. Österreichische Nordwestbahn, ÖNWB, чеш. Rakouská severozápadní dráha) — наименование бывшей железнодорожной компании во время Австро-Венгерской монархии. Сегодня этот термин по-прежнему используется (хотя и редко) для обозначения железнодорожной линии, ранее эксплуатируемой этой компанией.
Частная компания Nordwestbahn заняла филиал Nordbahn от Флоридсдорфа до Штоккерау в 1841 году и расширила его в 1871 году через Холлабрунн и Рец до Зноймо (Моравия). Nordwestbahn владела и управляла многими важными линиями в Богемии и Моравии. Она была национализирована в 1908 году и впоследствии утратила своё значение. Венский Северо-Западный вокзал был закрыт в 1924 году и использовался только для грузовых перевозок со времён Второй мировой войны. Мост, используемый компанией, был превращен в автобан-мост в течение 60-х годов. Пассажирское обслуживание между Рец и Зноймо было вновь открыто в 1990 году.

## Линии, построенные Nordwestbahn

### На территории современной Чехии
Государственные границы и названия городов указаны на сегодняшний день.

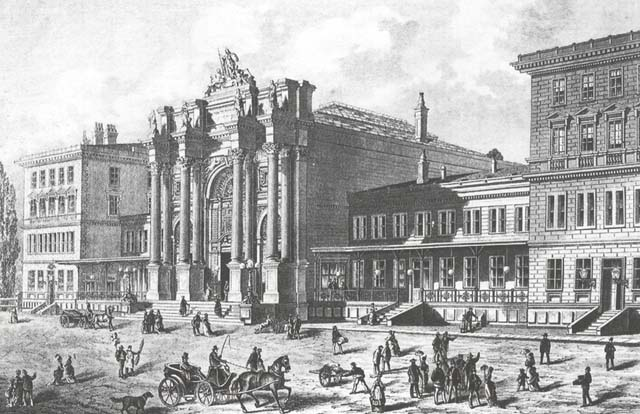
Рисунок железнодорожного вокзала Прага-Тешнов, 1876 год.

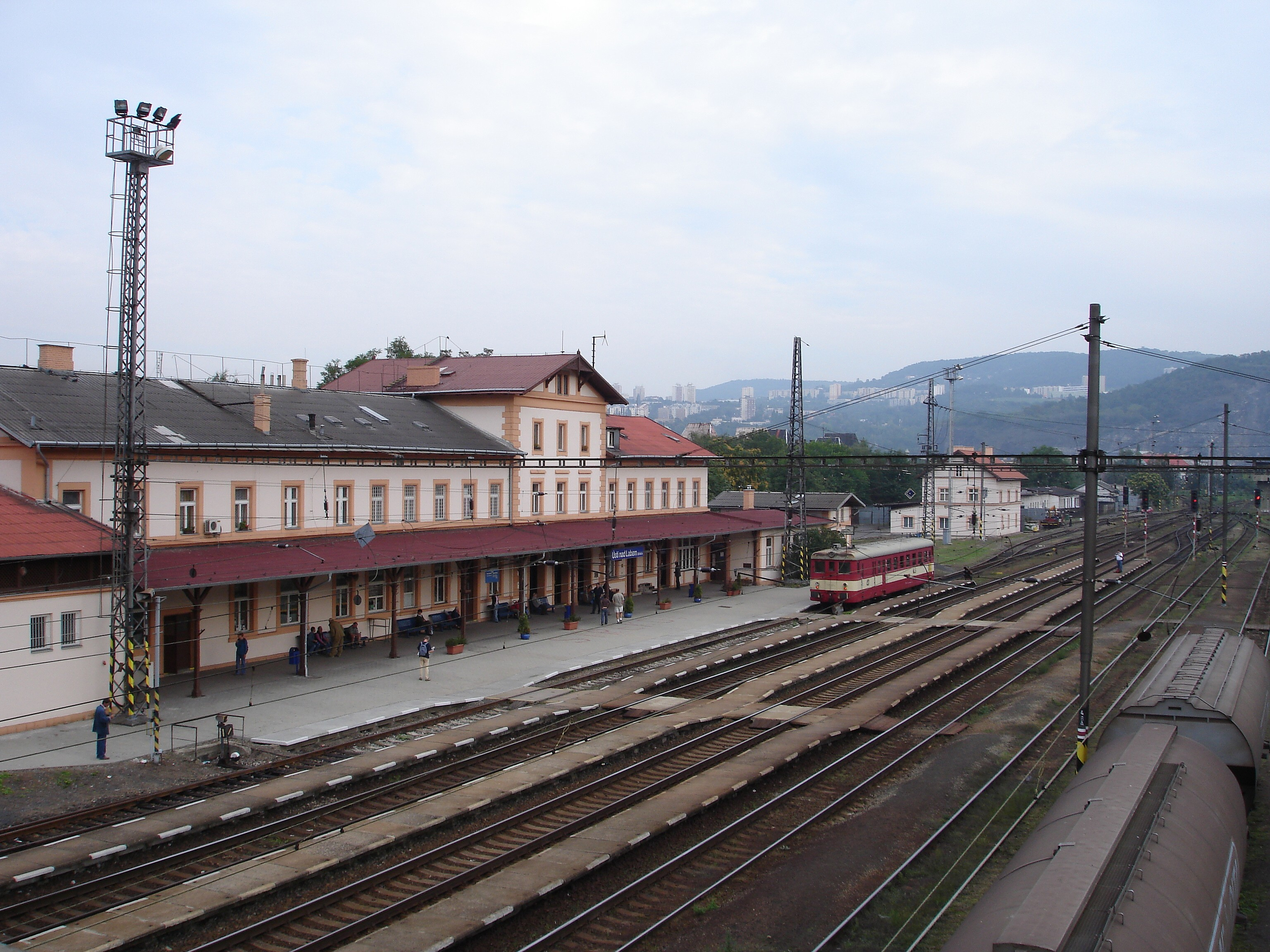
Станция Ústí n.L.-Střekov

- Голчув Йеников — Часлав — Колин (6.12.1869)
- Трутнов (Главный вокзал) — Трутнов (Поржичи) (29.10.1870)
- Нимбурк (Главный вокзал) — Велелибы — Млада-Болеслав (Главный вокзал) (29.10.1870)
- Колин — Велки-Осек — Нимбурк (Главный вокзал) (29.10.1870)
- Гавличкув-Брод — Светла-над-Сазавоу — Голчув Йеников (21.12.1870)
- Велки-Осек — Хлумец-над-Цидлиноу — Остромерж (21.12.1870)
- Кунчице-над-Лабем — Трутнов (Главный вокзал) (21.12.1870)
- Йиглава — Гавличкув-Брод (25.01.1871)
- Зноймо — Моравске-Будеёвице — Окржишки — Йиглава (23.04.1871)
- Гавличкув-Брод — cs:Žďárec u Skutče — Храст у Хрудими — Хрудим — Пардубице (Rosice nad Labem — cs:Rosice (Pardubice)) (1.06.1871)
- Пардубице (Главный вокзал) — Пардубице (Rosice nad Labem) (1.06.1871)
- Остромерж — Стара Пака — Кунчице-над-Лабем (1.06.1871)
- Кунчице-над-Лабем — Врхлаби (1.10.1871)
- Граница Австрии/Чехии — Шатов — Зноймо (1.11.1871)
- Остромерж — Йичин (Грузовая станция) (17.12.1871)
- Трутнов (Главный вокзал) — Свобода-на-Упе (17.12.1871)
- Хлумец-над-Цидлиноу — Градец-Кралове (4.10.1873)
- Нимбурк — Лиса-над-Лабем — Челаковице — Прага (временная станция Роханского острова) (4.10.1873)
- Лиса-над-Лабем — Вшетати (Мельник) — Мельник (город) — Литомержице (Нижняя станция) — Усти-над-Лабем (Стржеков) — Усти-над-Лабем (Западная станция) (1.01. 1874)
- Градец-Кралове — Тиниште-над-Орлици — Летоград — Лихков (10.01.1874)
- Летоград — Усти-над-Орлици (10.01.1874)
- Усти-над-Лабем (Стржеков) — Велке-Бржезно — Дечин (Восточная станция) — Дечин (Prostřední Žleb) (5.10.1874)
- Лихков — Граница Чехии/Польши (15.10.1875)
- Прага (временная станция Роханского острова) — Прага (вокзал Прага-Тешнов[чеш.][1]) (15.10.1875)